# Радіч Євген
Євген Радіч (Radics Jenő) (Білки, 27 січня 1889 - Будапешт, 1951) - композитор і лірик. 

## Діяльність
Деякі зі своїх близько сотні текстів він написав сам. Пісня «Я буду на весіллі», написана для шлюбу Ілони Понгор та Кароля Шепеша, була великим хітом у 1930-х. Він винайшов світовий годинник, який запатентував у 1911 році.

## Творчість
- Az esküvődön én is ott leszek
- A férfi mind ördög fajzat
- Debreceni leány, valamennyi zsivány
- A világon nincs gazdagabb senki nálam
- Mézeskalács-szív.
- Olyan jó néha egyedül lenni
- A ligeti kis padon
- Bolond aki szerelmes